# پاپی دریتون
پاپی گابریلا دِرِیتون (انگلیسی: Poppy Gabriella Drayton) هنرپیشه سینما و تلویزیون اهل انگلستان است. او از سال ۲۰۱۲ میلادی تا کنون مشغول به فعالیت بوده‌است.
از فیلم‌ها یا مجموعه‌های تلویزیونی که در آن‌ها نقش داشته‌است می‌توان به دانتون ابی (۲۰۱۳)، ندای دل (۲۰۱۴)،  رویدادنامه شانارا (۲۰۱۶) و پری دریایی کوچولو (۲۰۱۸) اشاره نمود.